# Koniec (Nowa Góra)
Koniec – część wsi Nowa Góra w Polsce, położona w województwie małopolskim, w powiecie krakowskim, w gminie Krzeszowice.
W latach 1975–1998 Koniec administracyjnie należał do województwa krakowskiego.